# Mange-mille
Mange-mille (parfois orthographié mange-mil) est une expression populaire qui désigne, dans la zone franc de l'Afrique, un gendarme ou un policier corrompu cherchant n'importe quel prétexte pour verbaliser une voiture afin de monnayer son indulgence. Le bakchich attendu, habituellement mille francs CFA, est à l'origine de l'expression,.
Cette expression tire son origine d'un jeu de mots avec le mange-mil, un petit oiseau d'Afrique de l'ouest se nourrissant de mil.